# Riarmo tedesco

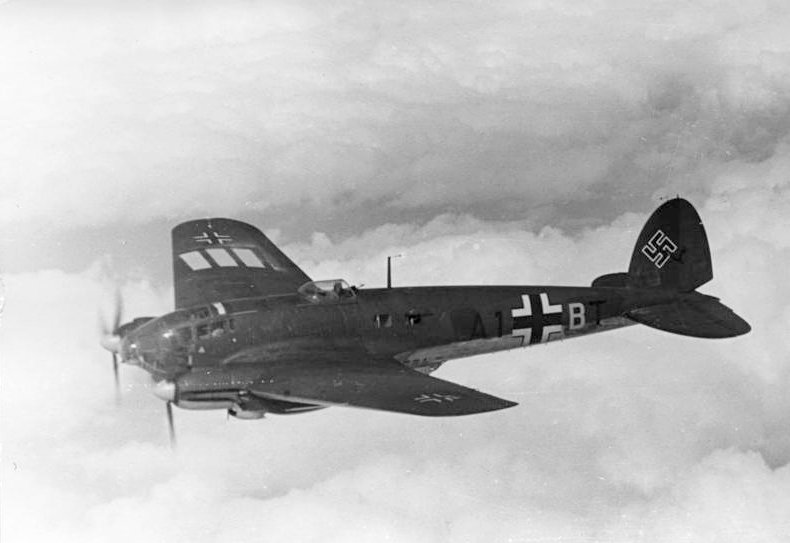
L'Heinkel He 111, uno degli aerei tecnologicamente avanzati progettati e prodotti illegalmente negli anni '30 come parte del riarmo tedesco clandestino

Il riarmo tedesco (Aufrüstung [ˈaʊ̯fˌʀʏstʊŋ]) fu una politica e una pratica di riarmo attuata dalla Germania durante il periodo tra le due guerre (1918-1939), in violazione del Trattato di Versailles che richiedeva il disarmo tedesco dopo la prima guerra mondiale per impedirle la possibilità di iniziare in futuro un'altra guerra. Il riarmo cominciò su una basi piccole, segrete e informali poco dopo la firma del trattato, ma fu apertamente e massicciamente ampliato dopo che il partito nazista salì al potere nel 1933.
Nonostante le sue dimensioni, il riarmo tedesco rimase un'operazione in gran parte segreta, effettuata utilizzando organizzazioni di facciata come associazioni per gli alianti e l'addestramento di piloti presso club sportivi, nonché utilizzando gruppi di milizie naziste delle SA per l'insegnamento delle tecniche di combattimento della fanteria. Una serie di compagnie di facciata come la MEFO furono istituite per finanziare il riarmo tramite massicci ordini con Krupp, Siemens, Gutehofnungshütte e Rheinmetall di molteplici armi proibite dal Trattato di Versailles.
Carl von Ossietzky espose la questione del riarmo tedesco nel 1931 e le sue rivelazioni gli valsero il Premio Nobel per la pace nel 1935, ma questi fu imprigionato e torturato dai nazisti, finendo col morire di tubercolosi nel 1938.  Le rivelazioni di Von Ossietzky innescarono anche una politica di riarmo in Gran Bretagna, che si intensificò dopo che Adolf Hitler ritirò la Germania dalla Società delle Nazioni e dalla Conferenza mondiale sul disarmo nel 1933.
Nonostante i notevoli avvertimenti di von Ossietzky, Winston Churchill e altri, i governi che si succedettero in tutta l'Europa non riuscirono a riconoscere, cooperare e rispondere efficacemente al potenziale pericolo rappresentato dal riarmo della Germania. Al di fuori della Germania, un movimento globale per il disarmo divenne popolare dopo la prima guerra mondiale e le democrazie europee continuarono a eleggere governi che sostenevano a parole il disarmo mentre la Germania perseguiva nel riarmo. Alla fine degli anni '30, l'esercito tedesco fu in grado di sopraffare facilmente i suoi vicini e di ottenere rapide conquiste in Polonia, Danimarca, Norvegia, Paesi Bassi, Belgio, Lussemburgo e Francia. Dimostrando chiaramente quanto i vicini della Germania fossero poco preparati a difendersi.

## Storia

### Epoca di Weimar
Il riarmo della Germania post-1918 iniziò al tempo della Repubblica di Weimar, quando il cancelliere tedesco Hermann Müller, che apparteneva al Partito socialdemocratico (SPD), approvò leggi di gabinetto che consentivano sforzi di riarmo segreti e illegali. Durante i primi anni (1918-1933), il riarmo fu relativamente piccolo e sostenuto da un gruppo di tedeschi motivati da un misto di nazionalismo basato sul patriottismo e da un nazionalismo basato sull'economia. Le vere ragioni vedevano nel Trattato di Versailles, che apparentemente riguardava le riparazioni di guerra e l'applicazione della pace, le cause scatenanti di questo riarmo. La Francia volle assicurarsi che la Germania non sarebbe mai più stata in grado di tornare ad essere una minaccia militare. Tuttavia, a metà degli anni '30 la Gran Bretagna e la Francia si rifiutarono di combattere un'altra guerra per far rispettare il Trattato di Versailles, ponendo così fine agli effetti del trattato.
Un esempio delle misure di riarmo clandestino della Repubblica di Weimar è stato l'addestramento e l'equipaggiamento delle forze di polizia in modo tale da renderle non solo paramilitari nella cultura organizzativa (come la maggior parte delle forze di polizia sono in un modo o nell'altro), ma anche ben preparate per aumentare rapidamente la forza militare come forze di riserva, cosa che il trattato non consentiva. Un altro esempio è stato che il governo tollerò che vari gruppi paramilitari di Weimar si armassero in misura assai pericolosa. La loro forza è cresciuta abbastanza da minacciare potenzialmente lo stato, ma ciò fu tollerato perché lo Stato sperava di utilizzare tali milizie come forze di riserva con cui riarmare la Reichswehr in futuro. Pertanto vari Freikorps, Der Stahlhelm, Reichsbanner, SA naziste, SS naziste e Armata Rossa della Ruhr si trasformarono da bande di strada in eserciti privati. Ad esempio, nel 1931 Werner von Blomberg utilizzò le SA per prepararsi alla difesa del confine nella Prussia orientale.
Un altro aspetto del riarmo dell'era di Weimar è stato il massiccio investimento in tecnologie a duplice uso e campi della tecnologia militare che non erano stati menzionati nel trattato di Versailles come la missilistica. Walter Dornberger fu incaricato di sviluppare razzi a combustibile liquido per scopi militari nel 1930 e in seguito sarebbe stato coinvolto nel programma missilistico V2. La Deutsche Luft Hansa non è mai stata neanche lontanamente redditizia e l'aviazione ha svolto solo un ruolo minuscolo nel trasporto di passeggeri o merci, ma gli aerei che impiegava erano molto simili agli attuali modelli militari e la sua esistenza ha permesso la crescita dell'industria nazionale della costruzione di aeroplani e l'addestramento dei piloti, entrambi convertibili ad uso militare eludendo il divieto per la Germania di mantenere un'aeronautica militare come previsto dal trattato di Versailles.
Uno dei motivi per cui divenne difficile impedire questa militarizzazione della società riguarda la distinzione tra potere esecutivo e potere legislativo. Il governo democraticamente eletto, essendo composto da gruppi di persone, rifletteva inevitabilmente il conflitto tra fazioni e il militarismo culturale tra la popolazione. Ma la rivoluzione tedesca del 1918-19 non aveva veramente stabilito quale dovesse essere la natura dello stato tedesco; la Germania di Weimar dopo la sua rivoluzione non era molto lontana dalla guerra civile: tutte le diverse fazioni speravano di trasformare lo stato tedesco in quello che pensavano dovesse essere (il che avrebbe richiesto la violenta soppressione delle altre fazioni), e si aspettavano che i loro eserciti privati si potessero fondere nell'esercito statale (il Reichswehr) se fossero riusciti a salire al potere. Durante l'era della Repubblica di Weimar, tutti parteciparono alla definizione democratica di ascesa al potere (ottenere voti), ma molti di loro, da tutte le parti, pianificarono di abolire o diminuire la democrazia in futuro.
Durante l'epoca di Weimar, c'era un'ampia interazione economica tra la Germania e l'Unione Sovietica e una componente del riarmo tedesco teneva segretamente esercitazioni di addestramento militare in Unione Sovietica per nascondere la loro estensione ad altri paesi. Le relazioni Germania-Unione Sovietica del periodo tra le due guerre erano complesse, poiché la bellicosità e la cooperazione coesistevano in combinazioni tortuose.

### Era del governo nazista: 1933-1945
Dopo la presa del potere nazista nel gennaio 1933, i nazisti perseguirono una versione del riarmo notevolmente ampliata e più aggressiva. Durante la sua lotta per il potere, il "partito nazionalsocialista" (NSDAP) promise di recuperare l'orgoglio nazionale perduto della Germania. Propose il riarmo militare sostenendo che il Trattato di Versailles e l'acquiescenza della Repubblica di Weimar fossero motivo di imbarazzo per tutti i tedeschi. Il riarmo divenne la massima priorità del governo tedesco. Hitler avrebbe quindi guidato una delle più grandi espansioni della produzione industriale che la Germania avesse mai visto.
Il ministro dell'Interno del Terzo Reich Wilhelm Frick, una delle figure naziste più influenti dell'epoca, e Hjalmar Schacht, che (pur non essendo mai stato membro del NSDAP) era un economista inizialmente comprensivo, introdussero un'ampia varietà di schemi per affrontare gli effetti che la Grande Depressione ebbe sulla Germania, e furono i protagonisti delle politiche di riarmo tedesche (vedi Reichsbank § Periodo nazista). Società fittizie come la MEFO furono create proprio per finanziare il riarmo; la MEFO ottenne una grande quantità di denaro necessaria attraverso le cambiali Mefo e una certa serie di vaglia cambiari emessi dal governo della Germania nazista. Organizzazioni segrete come la Deutsche Verkehrsfliegerschule furono istituite sotto copertura civile per addestrare i piloti della futura Luftwaffe. Sebbene le statistiche disponibili non includano i non cittadini o le donne, la massiccia politica di riarmo nazista portò quasi alla piena occupazione durante gli anni '30. Il riarmo diede inizio a un repentino cambio di fortuna per molte fabbriche in Germania. Molte industrie furono tirate fuori da una profonda crisi che era stata indotta dalla Grande depressione.
La creazione delle cambiali Mefo fu il primo passo fiscale che la Germania fece sulla strada del riarmo. Il Trattato di Versailles proibiva al governo tedesco di riarmarsi. Pertanto, per riarmarsi alla capacità che Hitler stava cercando di raggiungere, la Reichsbank avrebbe dovuto estendere al governo tedesco un importo quasi illimitato di credito verso il programma di riarmo nascondendo l'accumulo di debito pubblico alla comunità internazionale. Contrariamente a questo obiettivo, l'allora presidente della Reichsbank Hans Luther avrebbe concesso solo un credito di cento milioni di Reichsmark al riarmo, quindi per ovviare a questo, Hitler sostituì Luther con Hjalmar Schacht. Schacht trasformò il programma di Luther sulla creazione di posti di lavoro in un sistema che avrebbe consentito al governo tedesco di ricevere un importo illimitato di credito da destinare al proprio programma. Schacht creò la Metallurgische Forschungs-GmbH, una società di comodo che avrebbe emesso buoni del tesoro a breve termine, che "funzionavano come una forma nascosta di denaro". La società avrebbe venduto oltre 12 miliardi di Reichsmark di fatture Mefo entro il 1938, denaro che sarebbe andato tutto a finanziare il riarmo. Poiché la compagnia di Schacht non funzionava e invece lavorava solo come copertura per il debito emesso dal governo, ciò ha permesso al regime nazista di nascondere i finanziamenti per il riarmo alla comunità internazionale. Senza la creazione del programma Mefo, la comunità internazionale si sarebbe subito allarmata per la raccolta di fondi da parte della Germania nazista e il programma di riarmo sarebbe stato minacciato da un intervento esterno.
Un altro caso di frode sul mercato monetario, si può esaminare nella manipolazione da parte di Schacht del sistema di scambio internazionale americano, che ha fornito alla Germania un'opportunità di arbitraggio permettendole di finanziare il proprio programma di riarmo. Dopo aver raggiunto la carica di presidente della Reichsbank nel 1933, Schacht disse al governo americano che le società, il governo e i comuni tedeschi non sarebbero stati in grado di pagare gli interessi agli obbligazionisti americani sul debito in America. L'annullamento del pagamento degli interessi era dovuto alla mancanza di valuta estera che la Germania affermava di avere nel proprio tesoro. Sebbene le risorse valutarie tedesche fossero state esaurite durante la grande depressione, il governo tedesco non era abbastanza a corto di valuta estera per interrompere completamente il pagamento delle cedole obbligazionarie. In realtà voleva utilizzare la valuta estera per pagare il riarmo e finanziare le sue attività all'estero, un esempio è il sostegno di Konrad Henlein e del Partito tedesco dei Sudeti. In questo modo, Schacht realizzò un'opportunità di arbitraggio. Inadempienti sul loro debito, i tedeschi avrebbero successivamente diminuito il valore del debito sui mercati americani, dove avrebbero potuto poi andare a riacquistare le obbligazioni con la "presumibilmente inesistente valuta estera a una frazione del loro valore nominale". L'acquirente del debito poteva quindi rivendere l'obbligazione all'emittente e scambiarla con il debito denominato in dollari americani per Reichsmark. Il governo tedesco poteva quindi prendere la valuta estera che aveva ricevuto e pagare il proprio programma di riarmo, ad esempio con l'acquisto di parti di aerei americani con i dollari USA accumulati da questo programma. Schacht portò il programma ancora oltre; consentì agli esportatori tedeschi di utilizzare una parte delle loro riserve di valuta estera per acquistare il debito. Quindi si sarebbero guardati attorno e avrebbero rivenduto il debito ai debitori con Reichsmark, sovvenzionando le esportazioni a spese dell'obbligazionista e consentendo ai debitori tedeschi di riacquistare il loro debito con un forte sconto. L'obbligazionista americano correva il rischio che il valore dell'obbligazione scendesse in modo significativo, oppure che potesse essere rivenduto agli esportatori tedeschi. Il piano di Schacht permise al regime nazista di ottenere una valuta estera che avrebbe potuto utilizzare per il riarmo e sostenere i loro sforzi di propaganda all'estero.
Nel 1935, Hitler era disposto a rifiutare le restrizioni militari stabilite dal Trattato di Versailles. Il riarmo venne annunciato il 16 marzo, così come la reintroduzione della coscrizione.
Alcune grandi aziende industriali, fino ad allora specializzate in alcuni prodotti tradizionali, iniziarono a diversificare e ad introdurre idee innovative nel loro modello produttivo. I cantieri navali, ad esempio, crearono filiali che iniziarono a progettare e costruire aerei. Pertanto, il riarmo tedesco fornì l'opportunità di miglioramenti tecnologici avanzati, e talvolta rivoluzionari, soprattutto nel campo dell'aeronautica.
Il lavoro degli storici ha stabilito che molti lavoratori tedeschi negli anni '30 si identificavano appassionatamente con le armi che stavano costruendo. Sebbene ciò fosse in parte dovuto all'elevato status del lavoro qualificato richiesto nelle industrie degli armamenti, aveva anche a che fare con le armi stesse: erano affermazioni di potenza nazionale, una proprietà comune della nazione tedesca. Adam Tooze ha osservato nel 2008 che un manuale di istruzioni fornito agli equipaggi dei carri armati durante la guerra ha chiarito questa connessione:
La guerra civile spagnola (1936-1939) avrebbe fornito un banco di prova ideale per la competenza delle nuove armi prodotte dalle fabbriche tedesche durante gli anni del riarmo. Molte tecniche di bombardamento aeronautico (cioè il bombardamento in picchiata) furono testate dalle forze di spedizione tedesche della Legione Condor contro il governo repubblicano sul suolo spagnolo con il permesso del Generalísimo Francisco Franco. Hitler aveva insistito, tuttavia, sul fatto che i suoi progetti a lungo termine fossero pacifici, una strategia etichettata come Blumenkrieg ("Guerra dei fiori"). Il riarmo negli anni '30 aveva visto lo sviluppo di diverse teorie su come preparare l'economia tedesca alla guerra totale. La prima di queste è stata la "difesa in profondità", proposta da Georg Thomas. Egli aveva suggerito che l'economia tedesca dovesse raggiungere l'autarchia (o l'autosufficienza) e uno dei principali fautori dietro questo era IG Farben. Hitler non diede mai il suo pieno sostegno all'Autarchia e mirò allo sviluppo di una "difesa in ampiezza" che sposasse lo sviluppo delle forze armate in tutte le aree e non si preoccupasse di preparare l'economia di guerra tedesca.
Il programma di riarmo aumentò rapidamente le dimensioni del corpo degli ufficiali tedeschi e l'organizzazione dell'esercito in crescita sarebbe stato il loro compito principale fin dall'inizio della seconda guerra mondiale, il 1º settembre 1939. Il conte Johann von Kielmansegg (1906-2006) in seguito disse che il processo molto complesso di allestimento di 36 divisioni impedì a lui e ai suoi colleghi di riflettere su questioni più ampie.
In ogni caso, Hitler poté vantarsi il 26 settembre 1938 allo Sportpalast di Berlino che dopo aver dato l'ordine di riarmare la Wehrmacht poteva "ammettere apertamente: ci siamo riarmati in una misura che il mondo non ha ancora visto".

## La tolleranza mostrata dagli altri stati
Sin dalla seconda guerra mondiale, sia gli accademici che i profani hanno discusso fino a che punto il riarmo tedesco fosse un segreto di Pulcinella tra i governi nazionali. Il fallimento dei governi nazionali alleati nell'affrontare e intercedere presto con la Germania è spesso discusso nel contesto delle politiche di pacificazione degli anni '30. Una questione centrale è se gli alleati avrebbero dovuto tracciare "una linea rossa" prima del settembre 1939, il che avrebbe potuto portare a una guerra meno devastante e forse a prevenire l'Olocausto. Tuttavia, è anche possibile che tutto ciò che ha indotto Hitler a non esagerare subito e ciò che era stato fatto avrebbe solo condannato l'Europa a un impero nazista in crescita più lenta, lasciando molto tempo per un successivo Olocausto e il successo nello sviluppo di armi nucleari tedesche, al sicuro dietro una versione nazista di una cortina di ferro. George F. Kennan ha dichiarato: "Indiscutibilmente, una tale politica avrebbe potuto imporre una maggiore circospezione al regime nazista e farlo procedere più lentamente con l'attualizzazione del suo calendario. Da questo punto di vista, la fermezza al momento della rioccupazione della Renania (7 marzo 1936) avrebbe probabilmente dato risultati ancora migliori della fermezza al tempo di Monaco».

### Coinvolgimento delle aziende americane
Circa 150 corporazioni americane hanno preso parte al riarmo tedesco,  fornendo alle aziende tedesche di tutto, dalle materie prime alla tecnologia e alla conoscenza dei brevetti. Ciò è avvenuto attraverso una complessa rete di interessi commerciali, joint venture, accordi di cooperazione e proprietà incrociate tra società americane e tedesche e le loro sussidiarie. Le risorse fornite alle società tedesche (alcune delle quali erano società di copertura MEFO istituite dallo stato tedesco) dalle società americane includevano: tecnologia di produzione della gomma sintetica (DuPont e Standard Oil del New Jersey), apparecchiature di comunicazione (ITT), macchine di calcolo e tabulazione (IBM), tecnologia aeronautica (utilizzata per sviluppare il bombardiere Junkers Ju 87), carburante (Standard Oil of New Jersey e Standard Oil of California), veicoli militari (Ford e General Motors), finanziamenti (tramite investimenti, servizi di intermediazione e prestiti da parte di banche come la Union Banking Corporation), accordi di collaborazione, impianti di produzione e materie prime. La DuPont possedeva azioni della IG Farben e della Degussa AG, che controllavano la Degesch, il produttore dello Zyklon B.
Questo coinvolgimento è stato motivato non solo dai guadagni economici, ma in alcuni casi anche dall'ideologia. Irénée du Pont, direttore ed ex presidente di DuPont, era un sostenitore della teoria razziale nazista e sostenitore dell'eugenetica.